# Delonix decaryi
Delonix decaryi es una especie de leguminosa de la familia Fabaceae. Se encuentra únicamente en Madagascar.

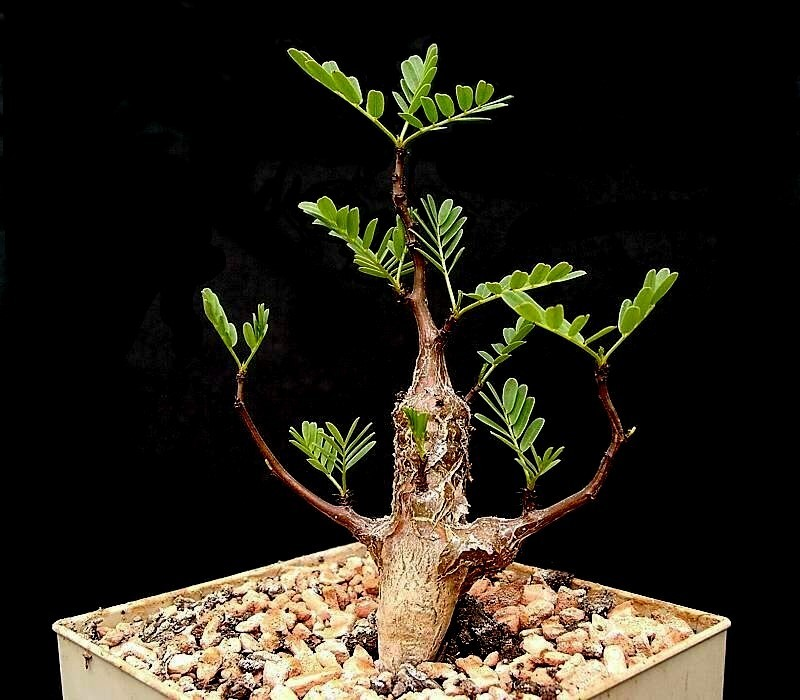
Vista de la planta

## Descripción
Es una especie de árbol con los típicos tallos cilíndricos que alcanza un tamaño de 3-10 m de altura. Las hojas son bipinnadas. Las flores miden de 7-8 cm de largo, con pétalos de color blanco, la parte superior con una mancha amarilla; con hábito nocturno, con los estambres y el estilo que sobresalen, de color rosa pálido a rojo brillante.

## Taxonomía
Delonix decaryi fue descrita por (R.Vig.) Capuron y publicado en Adansonia: recueil périodique d'observations botanique, n.s. 8(1): 16. 1968.
Etimología
Delonix: nombre genérico que deriva de las palabras griegas δηλος ( delos ), que significa "evidente", y ονυξ ( ónix ), que significa "garra", refiriéndose a la forma de los pétalos
decaryi: epíteto otorgado en honor del botánico francés Raymond Decary.
Sinonimia
- Poinciana adansonioides "R.Vig., p.p."
- Poinciana decaryi R.Vig.[4]